# 鳥取県道262号日吉津伯耆大山停車場線
鳥取県道262号日吉津伯耆大山停車場線（とっとりけんどう262ごう ひえづほうきだいせんていしゃじょうせん）は、鳥取県西伯郡日吉津村から米子市に至る一般県道である。

## 概要
西伯郡日吉津村大字今吉から米子市蚊屋に至る。日吉津村内では唯一の県道である。

### 路線データ
- 起点：鳥取県西伯郡日吉津村大字今吉（日吉津村海浜運動公園付近）
- 終点：鳥取県米子市蚊屋（JR西日本山陰本線・伯備線・JR貨物 伯耆大山駅前、鳥取県道160号福頼市山伯耆大山停車場線終点）
- 総延長：3.5 km

## 路線状況

### 重複区間
- 国道431号（西伯郡日吉津村大字日吉津・日吉津東交差点 - 西伯郡日吉津村大字日吉津・日吉津交差点）
- 鳥取県道160号福頼市山伯耆大山停車場線（米子市蚊屋・伯耆大山駅前交差点 - 米子市蚊屋（終点））

## 地理

### 通過する自治体
- 鳥取県
  - 西伯郡日吉津村 - 米子市

### 交差する道路
| 交差する道路                                       | 市町村名 | 市町村名 | 交差する場所 | 交差する場所       |
| -------------------------------------------------- | -------- | -------- | ------------ | ------------------ |
| 国道431号 重複区間起点                             | 西伯郡   | 日吉津村 | 大字日吉津   | 日吉津東交差点     |
| 国道431号 重複区間終点                             | 西伯郡   | 日吉津村 | 大字日吉津   | 日吉津交差点       |
| 国道9号                                            | 米子市   | 米子市   | 蚊屋         |                    |
| 鳥取県道160号福頼市山伯耆大山停車場線 重複区間起点 | 米子市   | 米子市   | 蚊屋         | 伯耆大山駅前交差点 |
| 鳥取県道160号福頼市山伯耆大山停車場線 重複区間終点 | 米子市   | 米子市   | 蚊屋         | 終点               |

### 交差する鉄道
- 山陰本線

### 沿線
- 日吉津村海浜運動公園
- イオンモール日吉津 - 本路線を挟んで東館と西館に分かれている
- 日吉津村立日吉津小学校
- 日吉津村役場
- JR西日本山陰本線・伯備線・JR貨物 伯耆大山駅